# Simulium yaeyamaense
Simulium yaeyamaense är en tvåvingeart som beskrevs av Takaoka 1991. Simulium yaeyamaense ingår i släktet Simulium och familjen knott. Inga underarter finns listade i Catalogue of Life.